# Михаил (наречённый митрополит Киевский)
Архимандри́т Михаи́л (в миру Дми́трий, однако наиболее известен под прозвищем Митя́й; предп. 1330-е, Тешилов — 29 сентября 1379, Константинополь) — архимандрит московского Спасского монастыря; наречённый митрополит «Великой Руси» (наместник), составитель подборки выписок из «Пчелы правоверия», духовник великого князя Дмитрия Донского и старейших бояр. Был близок с великим князем Дмитрием Ивановичем Донским и его боярами, однако духовенством воспринимался враждебно.

## Биография
Дата его рождения достоверно неизвестна. По предположению Макария (Веретенникова) он родился в 1330-е годы. Имя Митяй, с которым он вошёл в историю, являлось уменьшительным от его мирского имени Димитрий. Согласно Никоновской летописи был сыном попа Ивана из Тешилова на Оке, а затем служил священником в Коломне. По-видимому, князь заметил его и приблизил к себе в 1366 году, когда в Коломне праздновал свою свадьбу.
Источники описывают его как выдающуюся по своим физическим и интеллектуальным качествам личность. В течение нескольких лет он был духовником великого князя и старейших бояр, а также печатником (хранителем печати) великого князя, что являлось привилегией не только и не столько церковной, сколько государственной.
Великий князь Дмитрий пожелал сделать его митрополитом и для этого принудил его постричься в монашество и занять архимандрию в придворном Спасском монастыре в 1375—1377 годы.

### Борьба за митрополию

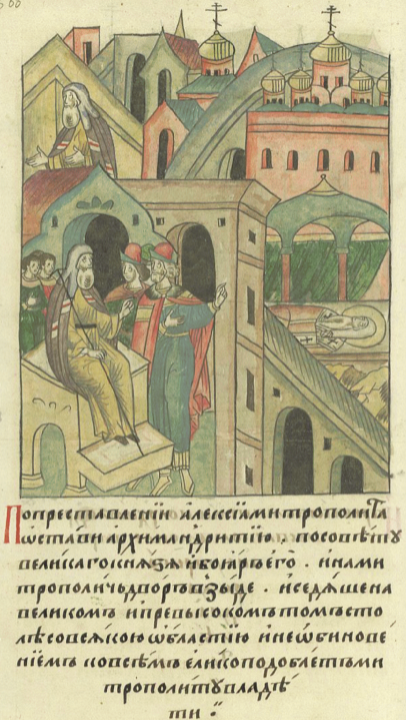
Михаил становится митрополитом после смерти митрополита Алексия

- См.: Борьба за киевскую митрополию (1379-1389).

После смерти святителя Алексия (Бяконта) преподобный Сергий Радонежский предлагал великому князю Димитрию избрать на митрополичью кафедру суздальского епископа Дионисия.
Но согласно соборному постановлению константинопольской патриархии, ранее назначенный митрополитом литовским болгарин Киприан должен был распространить свои полномочия на всю митрополию. 3 июня из Любутска он пишет игуменам Сергию Радонежскому и Феодору Симоновскому о намерении прибыть в Москву. Однако волей великого князя Дмитрия Ивановича в Москву он допущен не был и, более того, ограблен и после краткого заключения с позором выдворен за пределы княжества. Киприан поспешил под защиту Дмитрия и Владимира Ольгердовичей и 23 июня написал второе послание игуменам Сергию и Феодору, в котором доказывал недопустимость поставления митрополита «по завещанию» и предал князя Дмитрия Ивановича анафеме.
По повелению князя Михаил был избран в Москве собором епископов в митрополита Московского. Митяй занял митрополичьи палаты и облачился в митрополичьи ризы. Святитель Дионисий смело выступил против великого князя, указав ему на то, что поставление первосвятителя без воли Вселенского патриарха будет незаконно. Митяй вынужден был ехать в Константинополь. Дионисий хотел опередить Митяя и ехать в Константинополь сам, но был задержан и взят под стражу великого князя. Желая освободиться, Дионисий дал обещание не ехать в Константинополь и представил за себя порукою преподобного Сергия. Но как только получил свободу, по вызову патриарха, поспешил в Грецию вслед за Митяем. Своим поступком он причинил много неприятностей Сергию. Для утверждения сана митрополита Митяй вынужден был совершить поездку в Константинополь.  
На поставление в Константинополь Митяй отправился через Сарай, где заручился поддержкой правившего ордой темника Мамая.  
Во время морского путешествия Митяй скончался. 
По смерти Митяя Никоновская летопись отмечает:

Инии глаголаху о Митяй, яко задушиша его, инии же глаголаху, яко морскою водою умориша его, понеже и епискупи вси, и архимариты, и игумены, и священницы, и иноцы, и вси бояре, и людие не хотяху Митяя видети в митрополитех; но един князь великий хотяше.

Несостоявшегося митрополита похоронили в Галате, районе столицы, принадлежавшем генуэзцам.
Сопровождающая Митяя свита с изрядной митрополичьей казной пребывала в полной растерянности. Однако, посовещавшись, они решили не возвращаться в Москву без митрополита, а избрать из сопровождавших Митяя клириков другого кандидата. После бурных дебатов был избран переяславский архимандрит Пимен.
Воспользовавшись незаполненными княжескими грамотами, которые были у Митяя, они самовольно написали послание греческому императору и патриарху, прося поставить на русскую митрополию архимандрита Пимена. Архимандрит Высоко-Петровского монастыря Иоанн, который был в составе делегации, грозился раскрыть обман, но коллеги заковали его в оковы и не допустили до патриарха. 
Император и патриарх отказались ставить на Русь второго митрополита, так как ими уже был назначен митрополит Киприан. Тем не менее, представители Константинопольской патриархии всё же решили так выйти из положения: патриарх объявил, что рукоположит Пимена в митрополита Киевского и Великой Руси, а Киприана — в митрополита Литвы и Малороссии. Это вызвало кризис на Руси.

## В литературе
- История Митяя легла в основу исторической повести Михаила Казовского «Страшнее смерти» (2004), а также как эпизод вошла в его же исторический роман «Страсти по Феофану» (2005).
- Существует также произведение Г. М. Прохорова «Повесть о Митяе» (М.,1978).
- История Митяя описана в исторической трилогии Дмитрия Балашова «Святая Русь». В числе прочего в ней рассматривается версия, что Митяй умер не своей смертью, а был убит в результате заговора.
- Один из персонажей романа М. Рапова «Зори над Русью».
- Также Митяй упомянут в историческом романе Сергея Бородина «Дмитрий Донской».
- О Митяе рассказывается также и в романах В. Кожевникова «Забытый».